# Lindernia madagascariensis
Lindernia madagascariensis är en tvåhjärtbladig växtart som först beskrevs av Bonati, och fick sitt nu gällande namn av Fischer, Schäferhoff och Müller. Lindernia madagascariensis ingår i släktet Lindernia och familjen Linderniaceae. Inga underarter finns listade i Catalogue of Life.